# Autophila parnassicola
Autophila parnassicola là một loài bướm đêm trong họ Erebidae.